# Franciscus Aguilonius

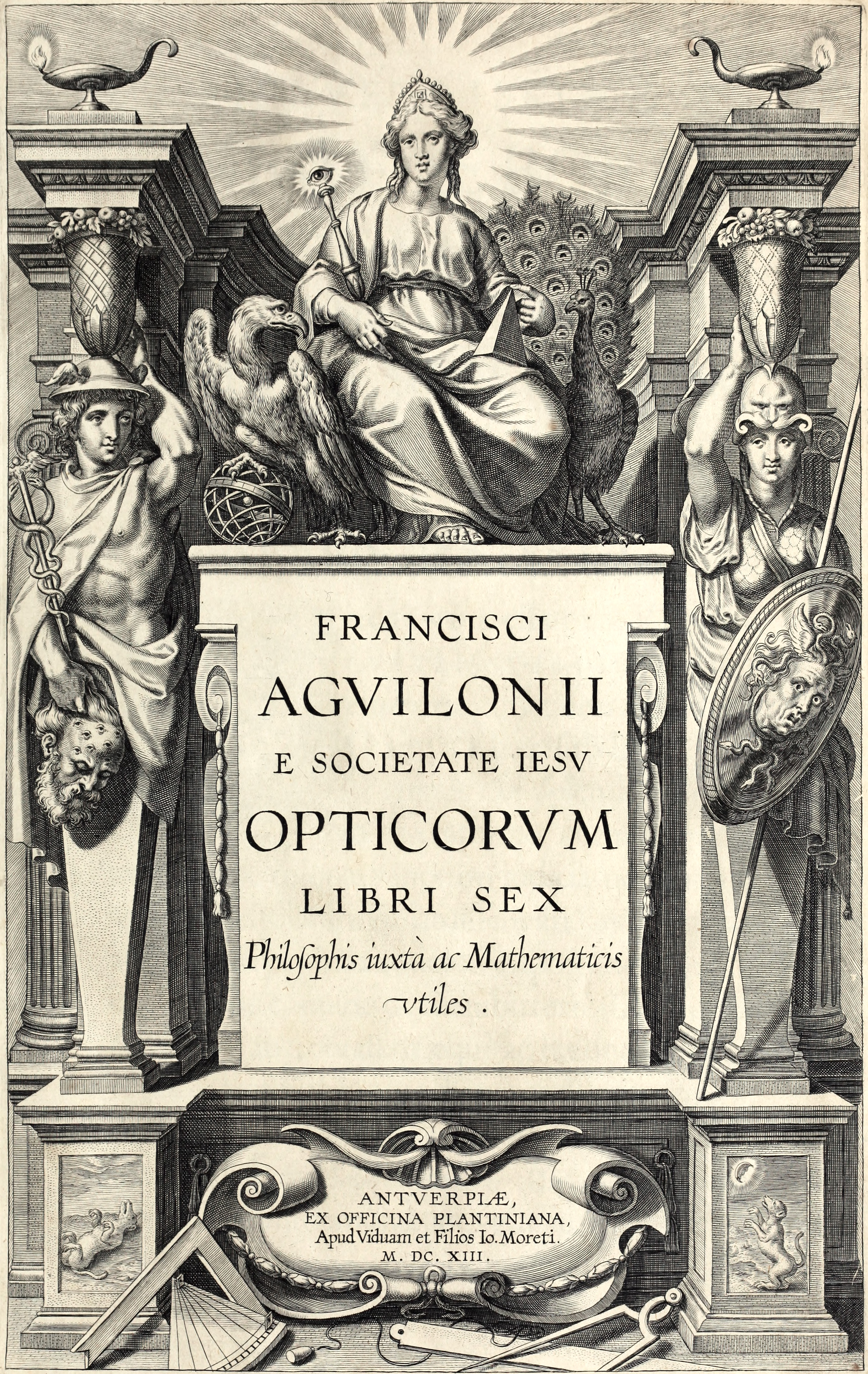
Opticorum libri sex, 1613

Franciscus Aguilonius oder François d'Aguilon (* 1567 in Brüssel; † 1617 in Antwerpen) war ein Mathematiker und Physiker, seit 1586 Mitglied der Jesuiten. 

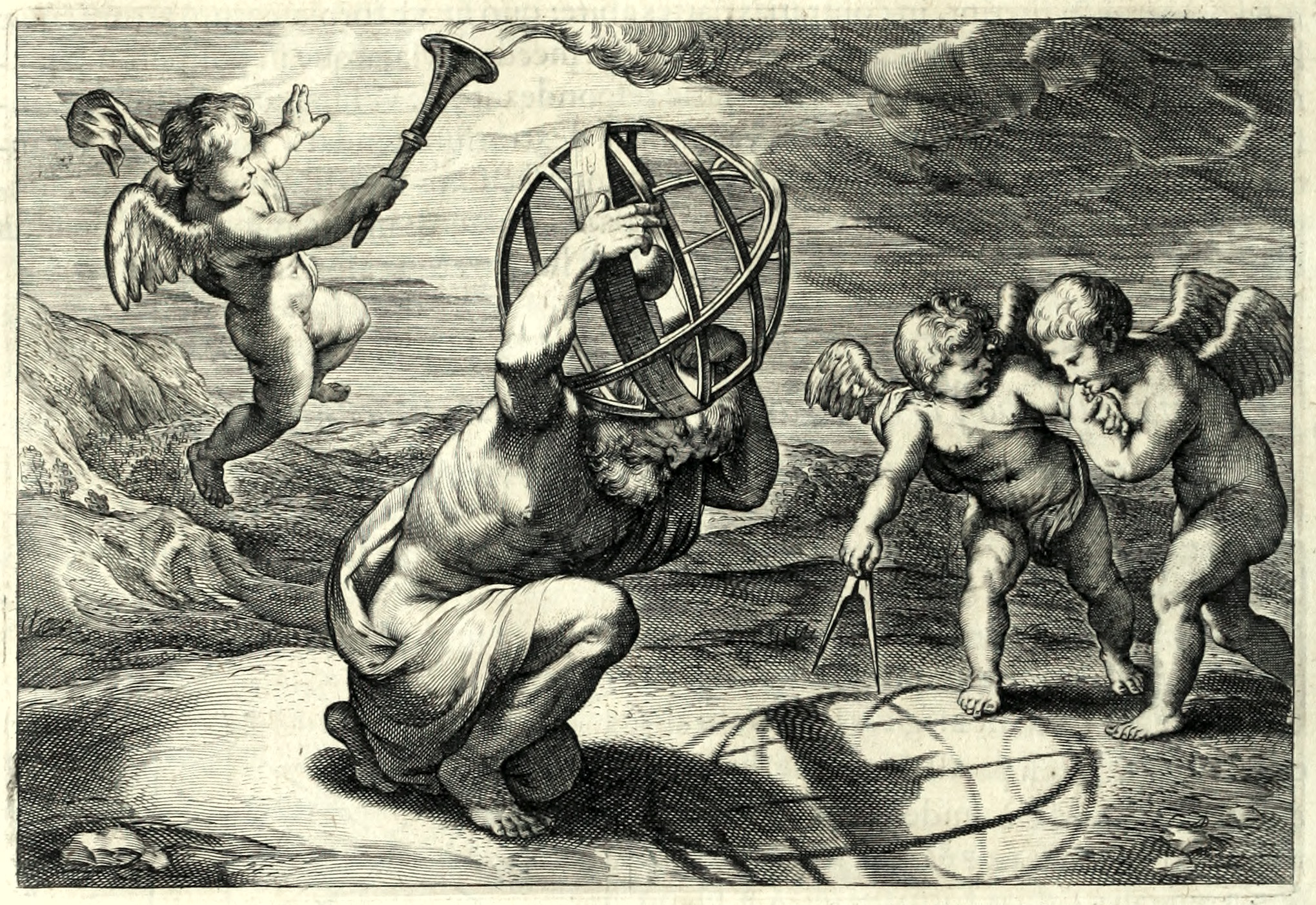
Opticorum Libri Sex Philosophis Iuxta Ac Mathematicis Utiles

Sein Hauptwerk, Opticorum Libri Sex Philosophis Iuxta Ac Mathematicis Utiles (Sechs Bücher über Optik, von Nutzen für Mathematiker wie für Philosophen), erschien 1613 in Antwerpen und enthielt auf 650 Seiten unter anderem seine Farbenlehre und eine der ersten systematischen Darstellungen der Geometrie des Binokularsehens. Aus diesem Werk stammt auch der Begriff des Horopters, der bei Aguilonius noch die Fläche im Raum bezeichnet, in der monokular gesehene Objekte gesehen werden.
Die sechs Bücher über Optik waren als erster Teil eines dreibändigen Werkes geplant. Aguilonius Tod im Jahr 1617 verhinderte dessen Fertigstellung.
Das Titelblatt des Gesamtwerkes sowie die visuellen „Argumenta“ zu Beginn der sechs Teilbände wurden von Peter Paul Rubens geschaffen.

## Schriften
- Opticorum Libri Sex Philosophis Iuxta Ac Mathematicis Utiles, Antwerpen, 1613 (Digitalisat in Webarchive)